# M'illumino di meno

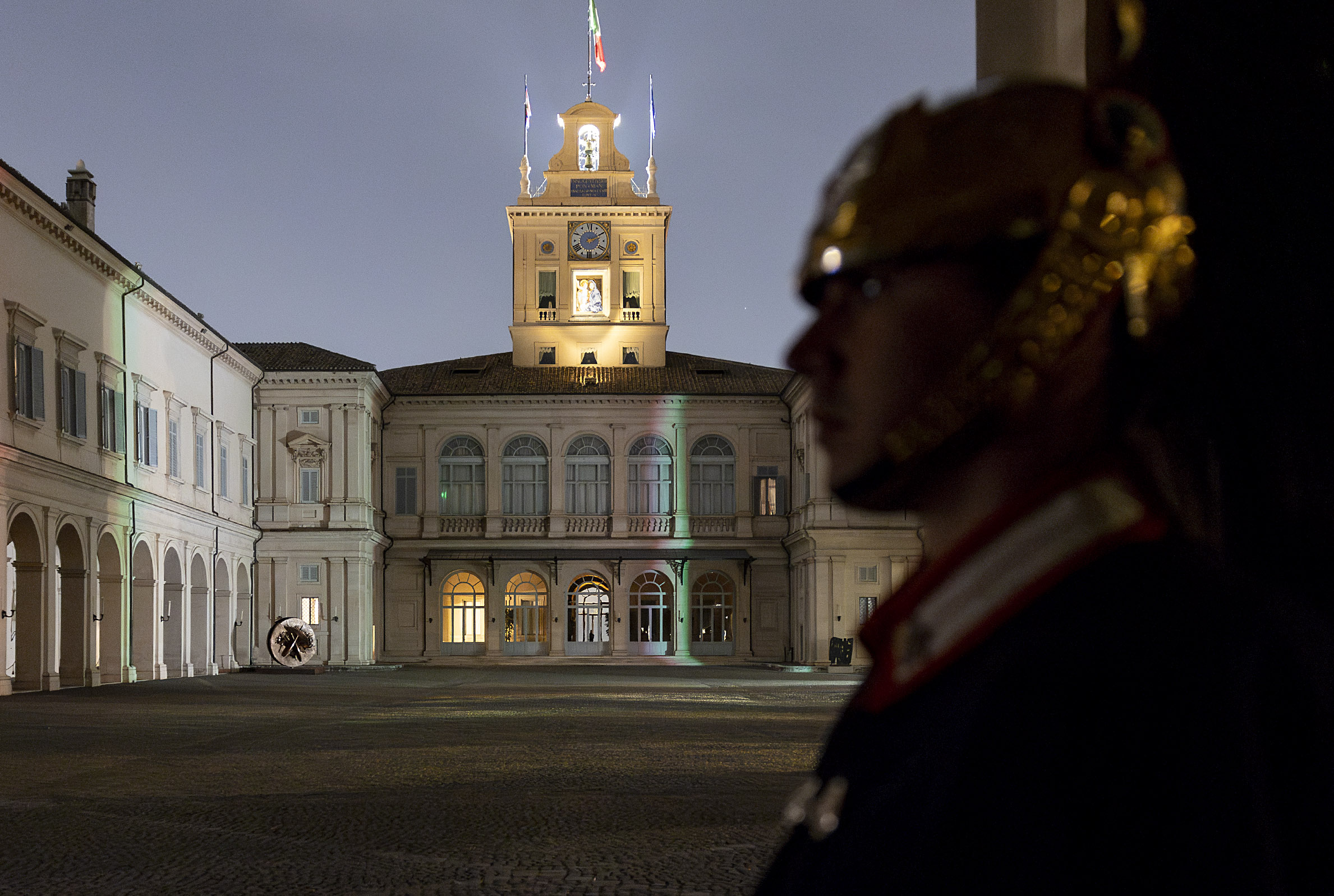
La Presidenza della Repubblica Italiana aderisce all'iniziativa "M'illumino di meno", campagna di sensibilizzazione sulla razionalizzazione dei consumi energetici ideata e promossa dalla trasmissione Caterpillar di Rai Radio 2 e condotta sa Sara Zambotti e Massimo Cirri. Lo spegnimento delle luci del Palazzo del Quirinale con corazziere in primo piano. (16 febbraio 2024)

M’illumino di meno è la Giornata nazionale del risparmio energetico e degli stili di vita sostenibili che Caterpillar e Rai Radio2 organizzano annualmente dal 2005 per diffondere la cultura della sostenibilità ambientale e del risparmio delle risorse.
Il nome prende spunto dai celebri versi di Mattina di Giuseppe Ungaretti ("M'illumino / d'immenso"), ed è organizzata intorno al 16 febbraio, giorno in cui ricorre l'entrata in vigore del Protocollo di Kyoto.
La giornata di M'illumino di meno prevede una puntata speciale di Caterpillar in cui si raccontano le adesioni più illustri e particolari. Questa giornata è preceduta da una campagna radiofonica di circa quattro settimane durante le quali il programma racconta le migliaia di adesioni di scuole, comuni, associazioni e singoli cittadini.
La campagna invita a ridurre razionalmente i propri consumi, creando nella giornata di M’illumino di Meno un momento di simbolico silenzio energetico, e a ripensare i propri stili di vita in chiave sostenibile.
Intorno alla giornata si è sviluppato un repertorio di buone pratiche ambientali e scientifiche, che sono mutate negli anni con i cambiamenti tecnologici ed amministrativi, sono state condivise e partecipate dall’intera comunità degli ascoltatori che a sua volta le ha integrate ed arricchite. 

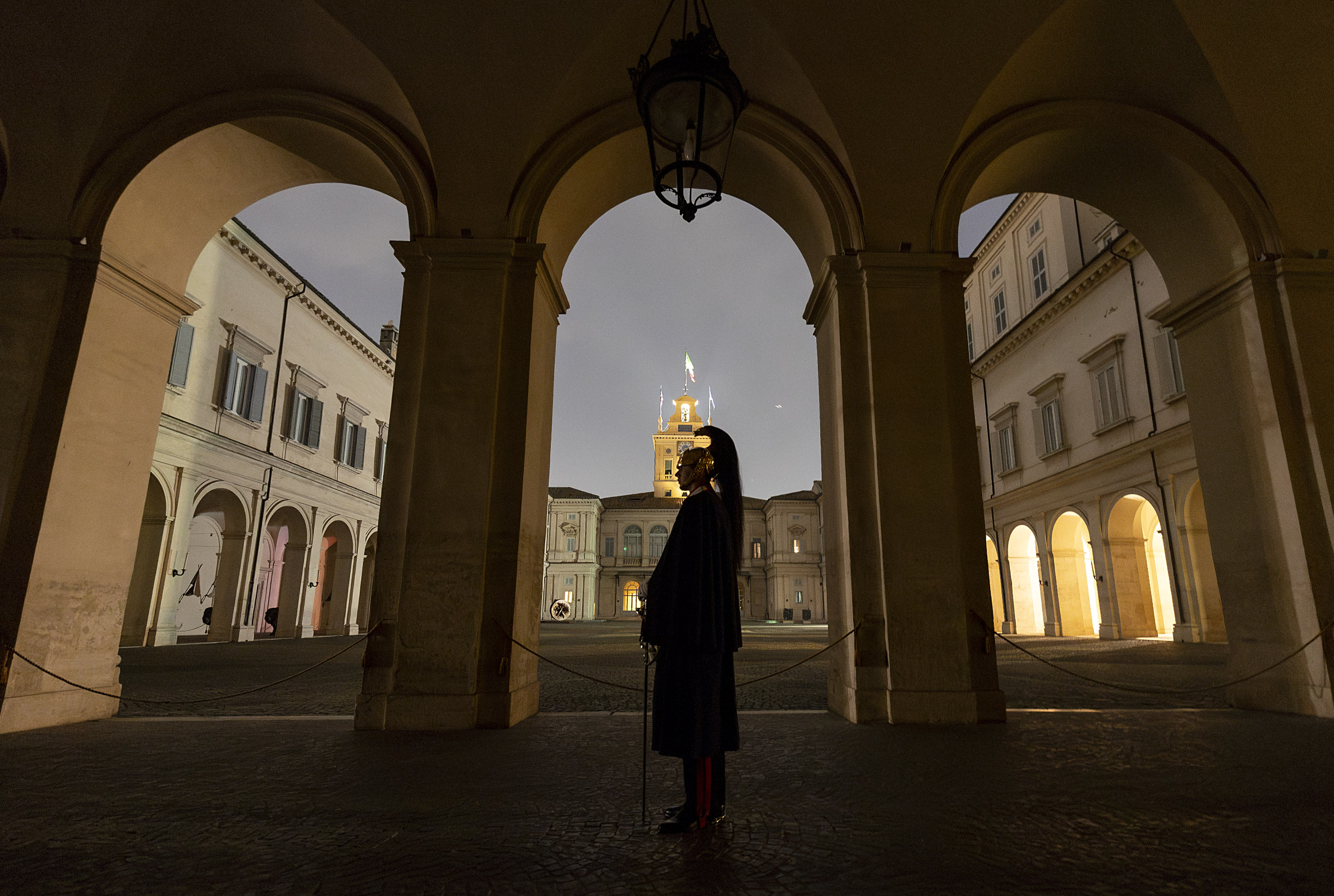
La Presidenza della Repubblica Italiana aderisce all'iniziativa "M'illumino di meno", campagna di sensibilizzazione sulla razionalizzazione dei consumi energetici ideata e promossa dalla trasmissione Caterpillar di Rai Radio 2.

Nella giornata si sono spente simultaneamente le maggiori piazze e monumenti d’Italia: il Colosseo, la Torre di Pisa, l’Arena di Verona, Piazza del Campo a Siena, la Valle dei Templi ad Agrigento, la Madonnina del Duomo di Milano, a Torino la Mole Antonelliana e Piazza Castello, a Venezia Piazza San Marco, a Napoli il Maschio Angioino. Nel 2008, con una edizione proiettata su scala internazionale, si sono spenti la Tour Eiffel a Parigi, a Vienna la Riesenrad, a Londra la Colonna di Nelson e tutta Trafalgar Square e il Foreign Office, a Sofia il Teatro Nazionale, ad Atene la sede del comune e la Chiesa di San Giorgio.
Il riconoscimento istituzionale alla campagna è cresciuto di anno in anno: alla campagna, nelle sue varie edizioni, sono stati conferiti la Medaglia del Presidente della Repubblica, l'Alto Patrocinio del Parlamento Europeo, il Patrocinio della Presidenza del Consiglio dei Ministri, il Patrocinio del Senato della Repubblica, il Patrocinio della Camera dei Deputati, il Patrocinio del Ministero della Transizione Ecologica, il Patrocinio del Ministero delle Infrastrutture e della Mobilità Sostenibili, il Patrocinio del Ministero della Cultura, il Patrocinio del Ministero dell’Istruzione e il Patrocinio del Ministero dell’Università e della Ricerca.  
Il 27 aprile 2022, con la conversione del Decreto Legge n. 17/2022, M’illumino di Meno è entrata nelle leggi dello Stato: il Parlamento italiano ha riconosciuto il 16 febbraio come Giornata nazionale del risparmio energetico e degli stili di vita sostenibili,  “al fine di promuovere la cultura del risparmio energetico e del risparmio di risorse mediante la riduzione degli sprechi, la messa in atto di azioni di condivisione e la diffusione di stili di vita sostenibili” (art. 19-bis).
Dal 2023, perciò, M'illumino di meno cadrà sempre il 16 febbraio.
| Edizione | Anno | Data        | Dettagli dell'edizione |
| -------- | ---- | ----------- | --- |
| 1r       | 2005 | 16 febbraio | |
| 2ª       | 2006 | 16 febbraio | |
| 3ª       | 2007 | 16 febbraio | |
| 4ª       | 2008 | 15 febbraio | |
| 5ª       | 2009 | 13 febbraio | |
| 6ª       | 2010 | 13 febbraio | |
| 7ª       | 2011 | 18 febbraio | |
| 8ª       | 2012 | 17 febbraio | |
| 9ª       | 2013 | 15 febbraio | è stata realizzata una call tra le band degli ascoltatori per la composizione dell’inno ufficiale della campagna. Hanno risposto in 120 artisti tra gruppi e singoli. |
| 10ª      | 2014 | 14 febbraio | il focus è stato il coinvolgimento dei Musei di tutta Europa. I rappresentanti di Ambasciate si sono confrontati sui temi dell'energia; hanno aderito i maggiori musei italiani e la National Gallery di Londra. |
| 11ª      | 2015 | 13 febbraio | protagoniste sono state le scuole, anche quelle italiane all'estero, cui è stato chiesto di manifestare il proprio amore per il Pianeta con iniziative speciali. L’astronauta Samantha Cristoforetti, dalla Stazione spaziale internazionale, ha fotografato e twittato lo spegnimento simultaneo della Penisola. |
| 12ª      | 2016 | 19 febbraio | la campagna è stata dedicata alla mobilità sostenibile, con l'iniziativa ‘Bike The Nobel’, proponendo la candidatura della bicicletta al Premio Nobel per la Pace. Sono state raccolte firme a sostegno tra i cittadini ed è stata avanzata ufficialmente la candidatura con il sostegno di 118 parlamentari di tutti gli schieramenti. |
| 13ª      | 2017 | 24 febbraio | la campagna ha posto il focus sul tema della condivisione energetica come atto immediato contro lo spreco di risorse. È dimostrato come la più grande dispersione energetica sia causata dallo spreco in tutti ambiti dei nostri consumi: alimentari, trasporti, comunicazione. Per questo Caterpillar ha invitato tutti gli ascoltatori e ascoltatrici a mettersi in gioco condividendo a modo proprio: dando un passaggio in auto ai colleghi, organizzando una cena collettiva nel proprio condominio, aprendo la propria rete wireless ai vicini e in generale condividendo le proprie risorse in un gesto concreto antispreco e motore di socialità.                                         |
| 14ª      | 2018 | 6 marzo     | il centro della campagna è tornata la mobilità sostenibile e in particolare il camminare: perché sotto i nostri piedi c'è la Terra e per salvarla bisogna cambiare passo. Le persone hanno “donato” i loro passi per raggiungere simbolicamente la Luna. |
| 15ª      | 2019 | 1º marzo    | il focus è stato l’economia circolare con l’invito a riutilizzare i materiali, ridurre gli sprechi, abolire “il fine vita”, mantenere, recuperare, rigenerare. Tenere il più possibile in circolo. |
| 16ª      | 2020 | 6 marzo     | l’invito all’azione ha riguardato la messa a dimora di verde perché gli alberi e le piante si nutrono di anidride carbonica. Gli alberi sono lo strumento naturale per ridurre la principale causa dell'aumento dei gas serra nell'atmosfera terrestre e quindi dell'innalzamento delle temperature. Simbolicamente il programma ha chiesto di piantare un filare di verde che congiungesse l’Italia da Pino Torinese ad Alberobello. |
| 17ª      | 2021 | 26 marzo    | con un salto di specie, da un pipistrello a un pangolino, dal pangolino all'uomo, un virus ha messo in ginocchio la specie umana. Adesso tocca alla specie umana fare un salto di specie, un'evoluzione nel nostro modo di abitare il pianeta. Ognuno di noi è chiamato a diventare più green, più responsabile, più sostenibile, più efficiente, più intelligente, più in armonia con il pianeta. Bisogna fare un salto in avanti: in tanti modi, in tanti ambiti. M'Illumino di Meno 2021 raccoglie e racconta i salti di specie singoli e collettivi verso la transizione ecologica. Quelli già fatti, quelli in atto, quelli in programma. Grandi e piccoli balzi in avanti: salti di specie. |
| 18ª      | 2022 | 11 marzo    | spegnere, pedalare, rinverdire, migliorare.migliorare. La campagna ha promosso l’uso della bicicletta seguendo la traversata d’Europa che un’ultraciclista, Paola Gianotti, ha fatto da Stoccolma a Milano. Inoltre, grazie alla collaborazione con l’Arma dei Carabinieri, scuole e cittadini sono stati invitati a piantare quanti più alberi possibile, in particolare attraverso il progetto “Un albero per il futuro” gestito dal Raggruppamento Carabinieri Biodiversità. |
| 19ª      | 2023 | 16 febbraio | |

## Adesioni
L'ANCI ha subito sostenuto l'iniziativa invitando le amministrazioni locali a spegnere simbolicamente le luci di monumenti ed uffici pubblici negli orari previsti. Nel 2008 le adesioni alla giornata per il risparmio energetico sono arrivate da oltre 500 comuni.
Tra i luoghi e i monumenti più importanti rimasti al buio vi sono il Duomo di Milano, il Colosseo, l'Arena di Verona, Piazza San Marco a Venezia oltre a numerose altre piazze italiane.
All'estero sono state spente, tra le altre, le luci della Torre Eiffel a Parigi, della Custom House a Dublino e del Foreign Office a Londra.
Nel 2015 il Ministero dell'Istruzione aderisce all'iniziativa invitando tutte le scuole italiane a partecipare.
Coop Alleanza 3.0 si impegna a spegnere le insegne dei propri punti vendita dopo l'orario di chiusura dei negozi, e aderisce all'edizione 2022 per contrastare lo spreco energetico coerentemente con i suoi impegni e gli Obiettivi di sviluppo sostenibile.

## Effetti
La manifestazione, benché di breve durata, ha ottenuto un riscontro effettivo in termini di risparmio energetico. Secondo quanto riportato da Terna, la società responsabile della trasmissione di energia elettrica in Italia, nei minuti successivi l'avvio dell'iniziativa si è verificato un sensibile calo dei consumi. Il fabbisogno istantaneo di energia registrato è stato di circa 300 MW inferiore nel 2007 e di oltre 400 MW nel 2008.

## Artisti
Nel corso degli anni molti artisti hanno contribuito alla campagna: Mau Mau, Radici nel Cemento, Frankie Hi-NRG, Banda Osiris, Vittorio Cosma con l'Orchestra Italiana Bagutti, Naif, Jolebalalla e altri.